# Dia do Sol
O Dia do Sol (em coreano: 태양절; hanja: 太陽節; rr: Taeyangjeol) é um feriado anual na Coreia do Norte que ocorre em 15 de abril, no aniversário de nascimento de Kim Il-sung, fundador e presidente eterno da Coreia do Norte. É o feriado nacional mais importante do país, e é equivalente ao Natal norte-coreano. O aniversário de Kim, que era feriado oficial desde 1968, foi renomeado para Dia do Sol em 1997, três anos após sua morte. O nome toma o significado de seu nome; Il-sung em coreano significa "tornar-se o sol".
Os norte-coreanos comemoram o feriado visitando locais que têm uma conexão com a vida do líder, como as milhares de estátuas espalhadas pelo país, ou Mangyongdae, seu local de nascimento na capital Pyongyang. As mais importantes observâncias acontecem na capital, incluindo visitas ao Palácio do Sol de Kumsusan, onde o corpo de Kim Il-sung está em repouso, e o Grande Monumento da Colina Mansu, que apresenta uma estátua colossal do líder. O Estado procura fornecer aos seus cidadãos mais comida e eletricidade do que normalmente está disponível, mas isso nem sempre é garantido. As crianças, em particular, recebem doces e outros presentes atribuídos ao amor demonstrado pelos líderes.
Festas não se limitam à data. As comemorações acontecem a partir de 16 de fevereiro, que é o aniversário de Kim Jong-il, durante o que é conhecido como o Festival da Lealdade. As celebrações em abril em torno do Dia do Sol são chamadas de Festival do Sol. O dia em si é seguido por dois dias de descanso, tornando-se um feriado de três dias.

## História

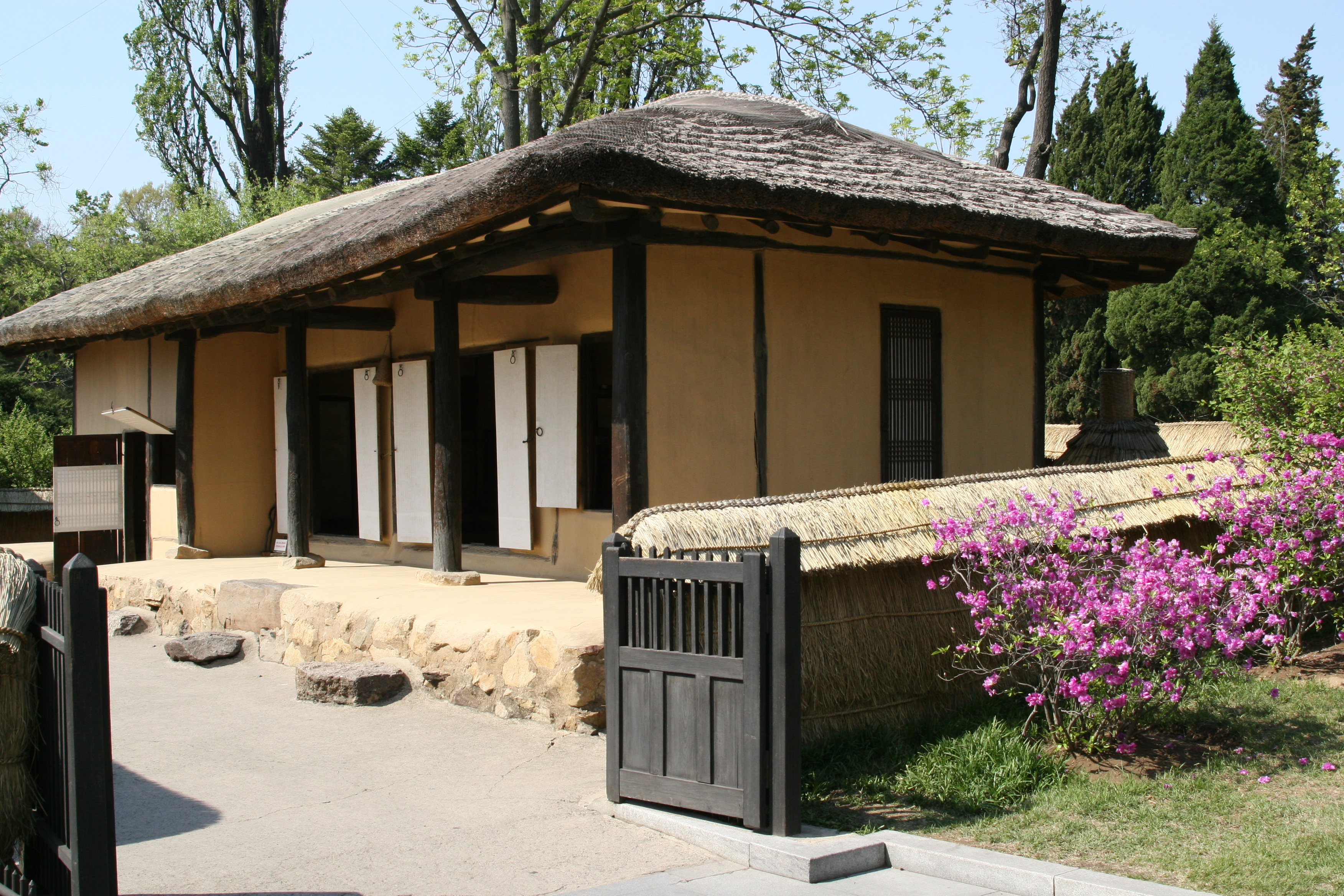
Local de nascimento de Kim Il-sung em Mangyongdae

Kim Il-sung nasceu em 15 de abril de 1912 na vila de Mangyongdae, que é hoje um subúrbio da capital da Coreia do Norte, Pyongyang. Ele tem sido identificado e relacionado há muito tempo com o Sol e é frequentemente chamado de "Sol da nação". Ele adotou seu nome Il-sung  (Chosŏn'gŭl: 일성; Hanja: 日成), significando "tornar-se o Sol" antes do início de 1930 como um de seus pseudônimos.
O aniversário de Kim Il-sung havia sido designado como feriado provisório em 1962. Tornou-se oficial em 1968, ano em que houve grande expansão de seu culto à personalidade após uma crise política interna conhecida como "Incidente da Facção Kapsan". Em 1974, o dia foi promovido como o feriado mais importante do país. Foi designado como "O Dia do Sol" em 8 de julho de 1997, o terceiro aniversário da morte de Kim Il-sung, em uma resolução do Comitê Central do Partido dos Trabalhadores da Coreia, a Comissão Militar Central , a Comissão Nacional de Defesa, o Comitê Popular Central e o Conselho de Administração da República Popular Democrática da Coreia. Na mesma ocasião, a Coreia do Norte adotou o calendário Juche, que começa no ano do nascimento de Kim Il-sung. O propósito do Dia do Sol era celebrar "o maior festival para a nação coreana" e iniciar um feriado que seria de igual importância para os norte-coreanos, como o Natal é em muitos outros lugares. Cada quinto e décimo aniversário é marcado com celebrações mais pronunciadas do que o habitual. 2012 marcou o centenário do nascimento de Kim Il-sung. No Dia do Sol daquele ano, o atual líder Kim Jong-un fez seu primeiro discurso público. Desfiles militares maciços são realizados no Dia do Sol e as armas mais avançadas do país são exibidas. Em 2012, a Coreia do Norte realizou um teste de mísseis fracassado e o novo míssil KN-08 foi introduzido em um desfile.

## Celebração

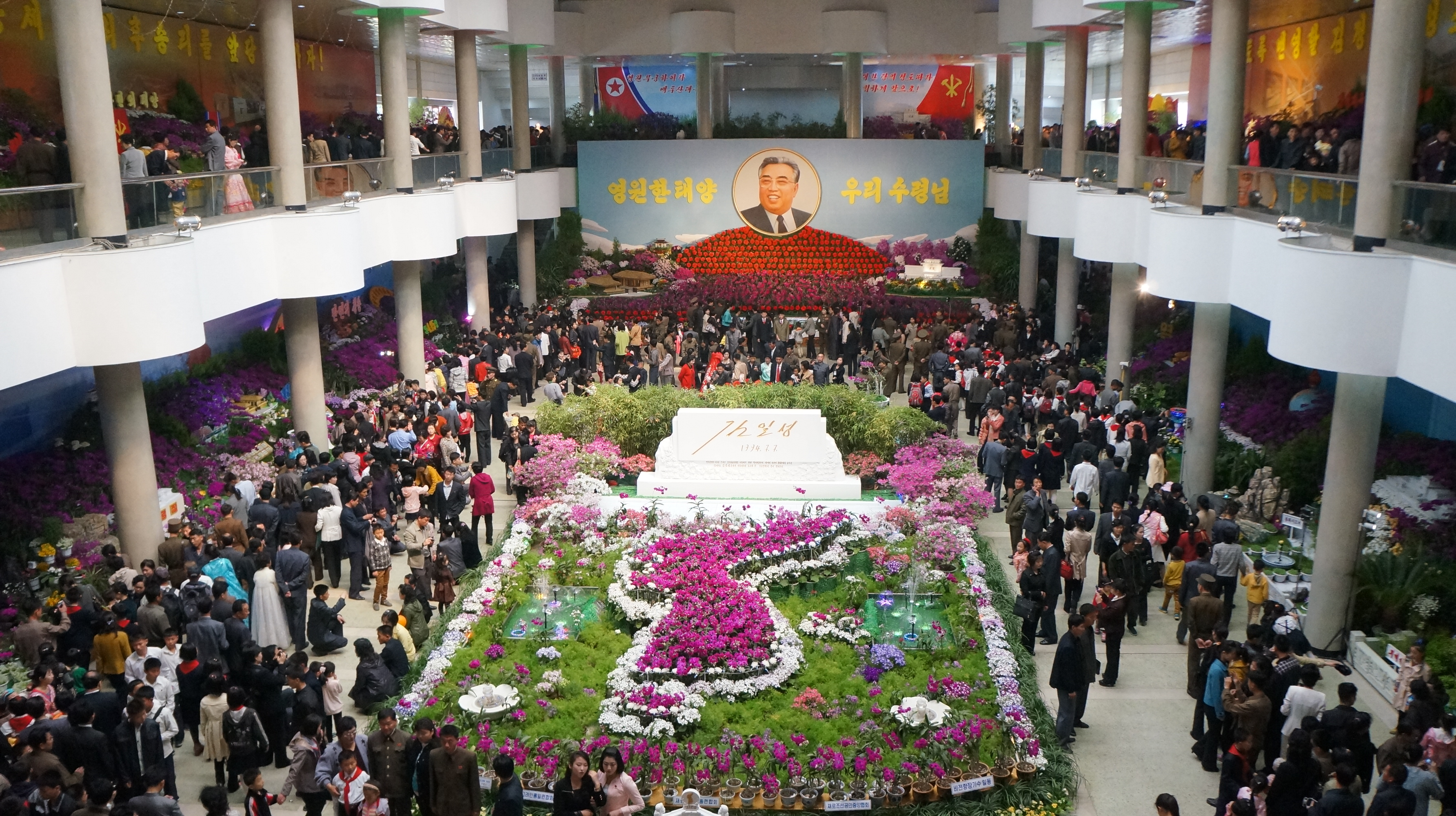
Uma exposição de flores de Kimilsungias no Dia do Sol na Casa de Exposições Kimilsungia-Kimjongilia com o retrato de Kim Il-sung

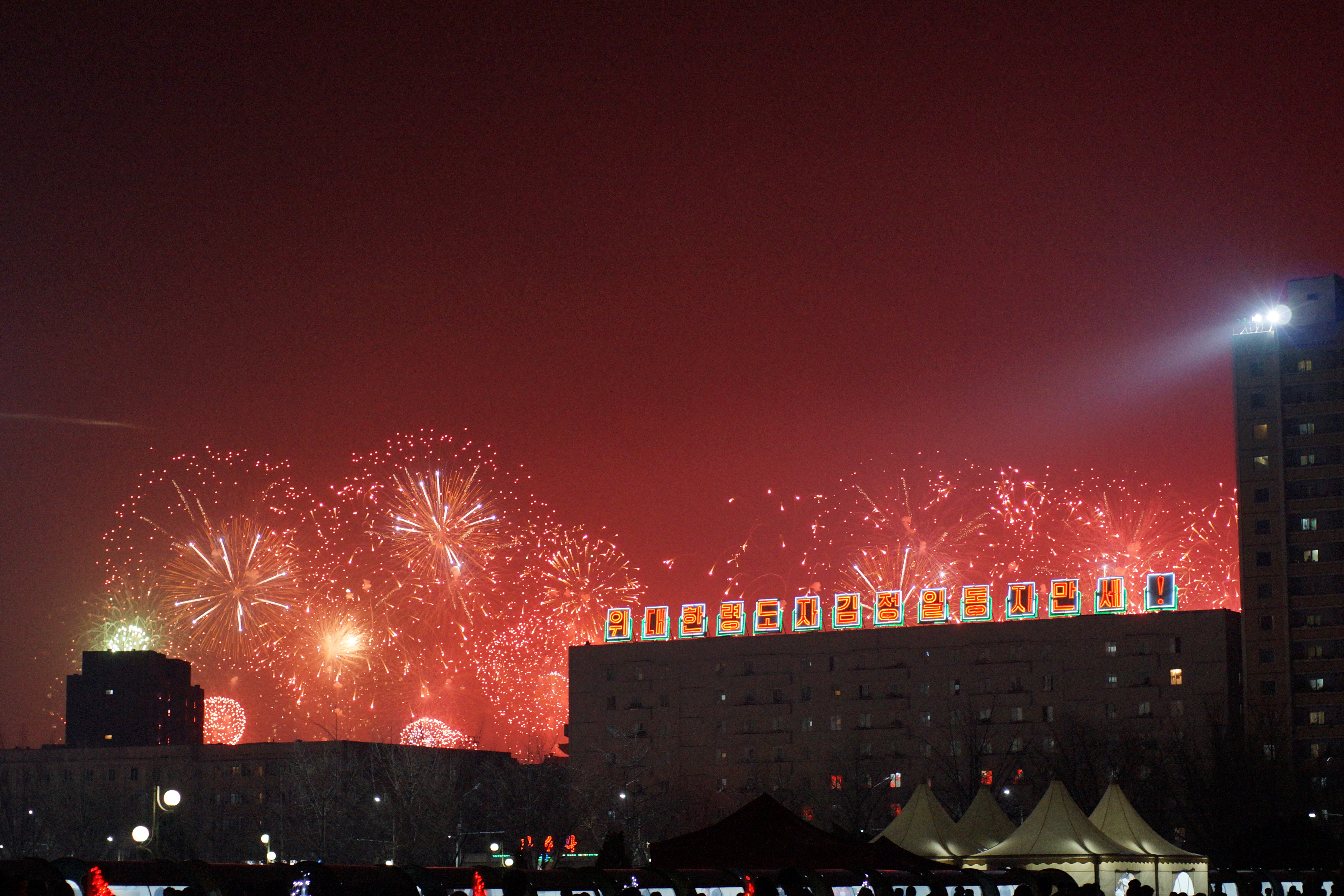
Fogos de artifício para o Dia do Sol.

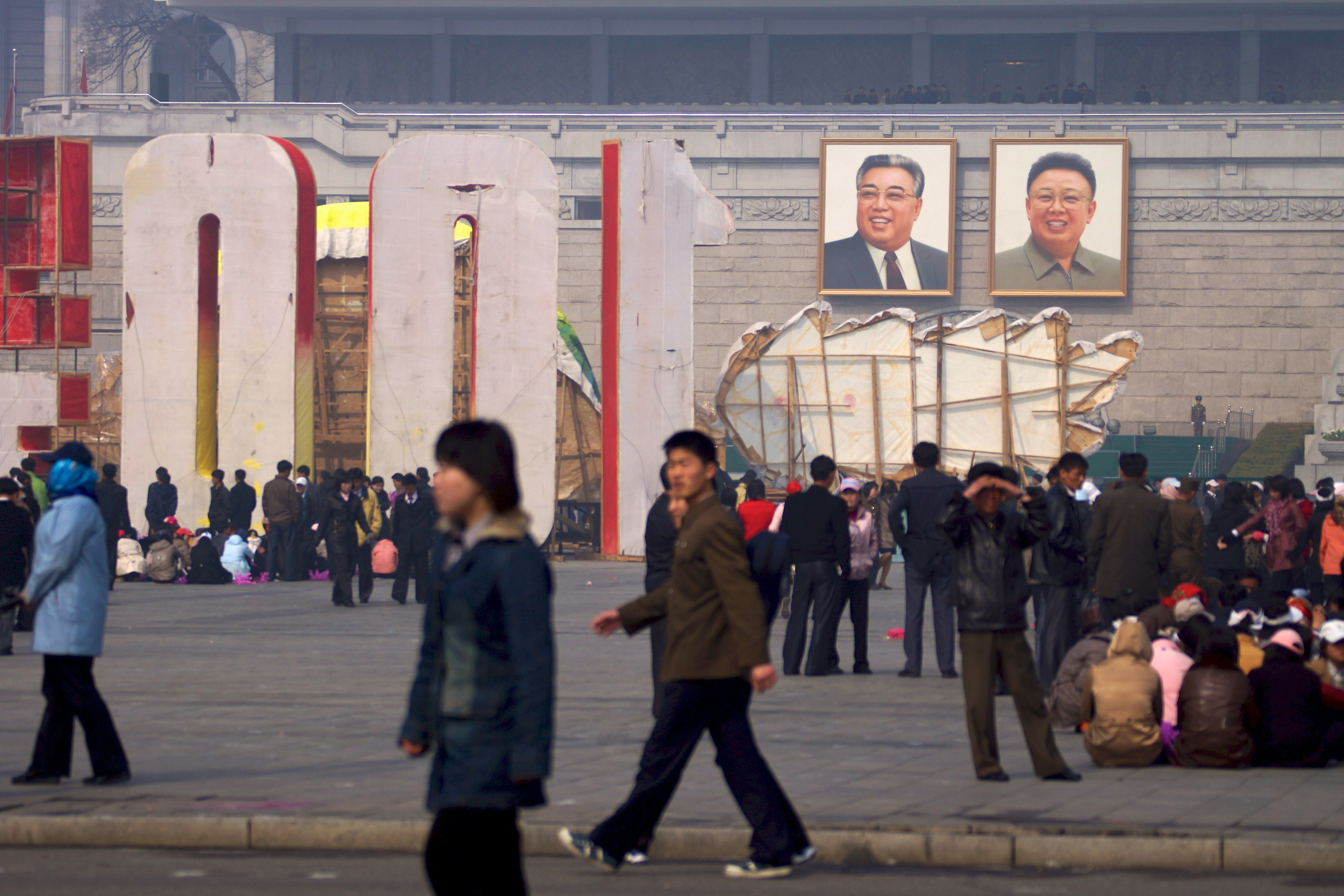
Preparativos para a celebração do centenário de Kim Il-sung.

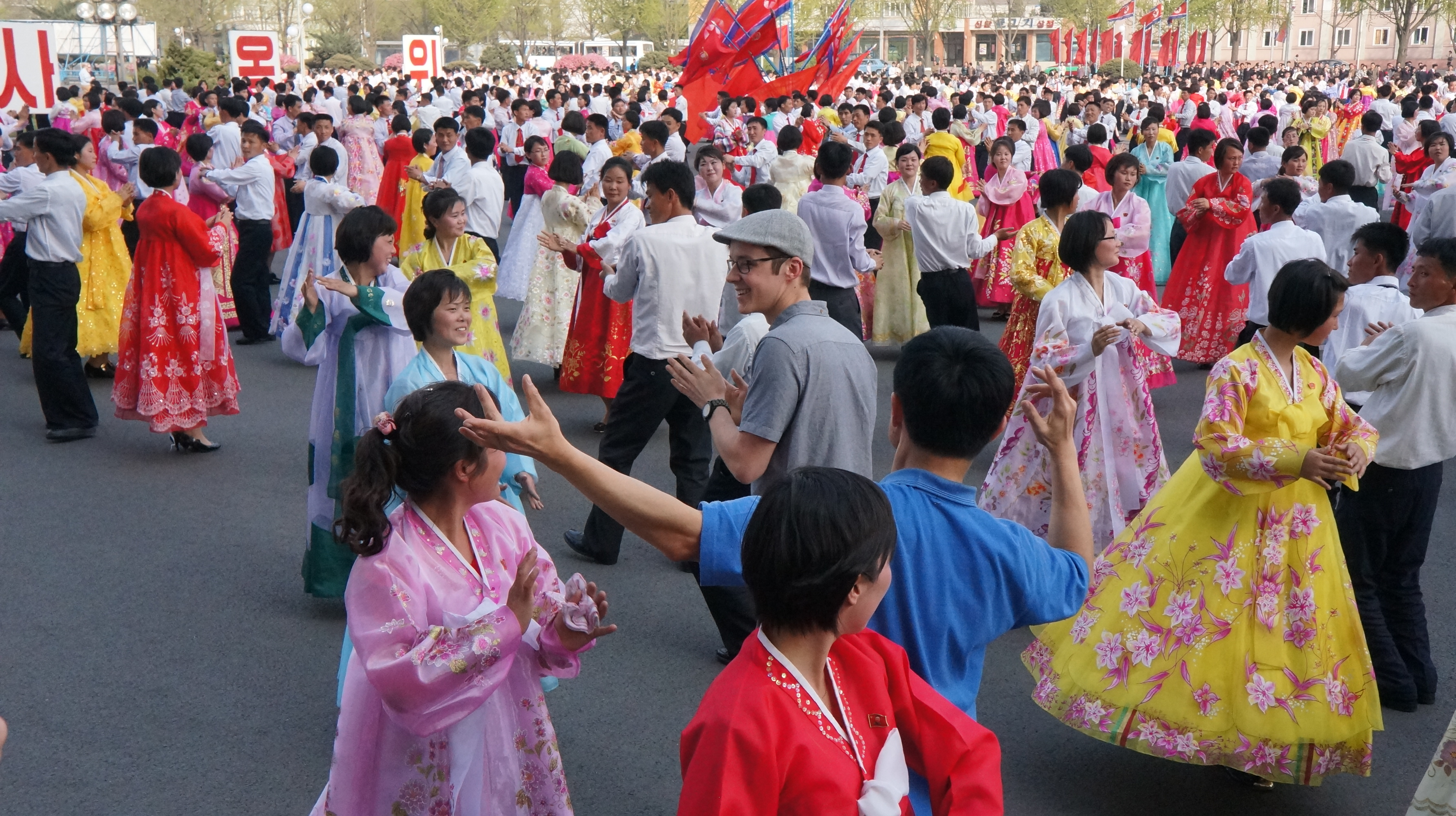
Jovens dançando no festival. As mulheres se vestem em Hanboks para dançar danças folclóricas no Dia do Sol.

Os preparativos demoram mais de um mês. Até abril, há exposições, fogos de artifício, eventos de música e danças, competições de atletismo, seminários de ideias do Juche e visitas a lugares relacionados à vida de Kim Il-sung. incluindo seu local de nascimento em Mangyongdae. Alguns desses eventos levam vários dias. Grupos de arte estrangeiros e dignitários são convidados a visitar a Coreia do Norte durante esse período em torno do próprio dia, conhecido como Festival do Sol. O festival anual de Kimilsungia (realizado desde 1998) e o Festival de Arte de Amizade de Primavera de Abril (desde 1982) também são realizados na época do Dia do Sol. Este último normalmente apresenta artistas estrangeiros de cerca de 20 países cujos desempenhos televisivos são um raro e antecipado vislumbre da cultura estrangeira para os norte-coreanos. Isso também inclui a Maratona de Pyongyang.
Durante o Dia do Sol, pessoas colocam coroas comemorativas e cestas florais nas milhares estátuas de Kim Il-sung em todo o país. A demanda por flores é enorme. Estima-se que o mercado - a maioria operando informalmente - valha entre 600 000 e 1 200 000 dólares apenas para o Dia do Sol. Flores artificiais são favorecidas por seu baixo custo. À noite, as jovens se vestem de hanbok para participar de danças folclóricas.
As principais observâncias ocorrem na cidade capital de Pyongyang. Flores são colocadas em frente à gigante estátua de Kim Il-sung na Colina Mansu. As pessoas prestam respeitos no Palácio do Sol de Kumsusan, onde seu corpo está em repouso. O líder Kim Jong-un, em particular, presta seus respeitos no palácio todos os anos. Pyongyang também hospeda frequentemente os jogos do Festival Arirang para coincidir com a celebração do Dia do Sol.  Há uma queima de fogos à noite em Pyongyang desde 2009, seu design foi atribuído a Kim Jong-un.
O Estado serve alimentos especiais, como carne e licor, bem como necessidades para as pessoas para sinalizar que todo o bem-estar é graças aos cuidados do líder. O estado tenta manter um fornecimento estável de eletricidade durante o dia para permitir que as pessoas assistam à televisão, enquanto os cinemas exibem filmes especiais. A situação alimentar varia. De acordo com o desertor norte-coreano Kim Hyun-hwa: "O Festival do Sol é uma das poucas ocasiões em que todos podem consumir o conteúdo do festival. Mesmo aqueles que passam fome regularmente conseguem obter três refeições neste dia. Isso porque a Coreia do Norte o marca como o maior feriado para o povo coreano". No entanto, em 2015, o Estado alegadamente não distribuiu rações especiais para as celebrações do aniversário de Kim Il-Sung e não forneceu uniformes do ensino médio que os alunos esperavam receber para a comemoração.
Crianças menores de 12 anos recebem sacos de um quilo de doces e biscoitos em cerimônias na escola. Ao receber este presente, eles têm que se curvar diante de retratos de Kim Il-sung e Kim Jong-il na sala de aula e dizer: "Obrigado, o Grande Líder, Avô! E, obrigado, pai!". Os alunos também preparam as apresentações com bastante antecedência. Nos dias 11 a 12 de abril, os professores escolhem as melhores para o Dia do Sol. O Dia do Sol é uma das poucas ocasiões em que a União Infantil da Coreia admite novos membros.
Escritórios governamentais e comerciais, bancos e lojas fecham para o Dia do Sol. É também um feriado comum para casamentos. O dia seguinte ao Dia do Sol geralmente apresenta reuniões políticas nas quais os Dez Princípios do sistema ideológico são juramentados por lealdade.

## Festival de lealdade
Um feriado semelhante existe para 16 de fevereiro, o aniversário do ex-líder Kim Jong-il, conhecido como o Dia da Estrela Brilhante. O período de dois meses entre o Dia da Estrela Brilhante e o Dia do Sol é conhecido como o "Período do Festival de Lealdade" e as festividades ocorrem por todo o país.